# Bataille de Demotika
Guerre entre les Ottomans et l'empire byzantin
Batailles
- Bapheus
- Campagne catalane
- Bursa
- Pélékanon
- Nicée
- Nicomédie
- 1re Gallipoli
- 2e Gallipoli
- Philadelphie
- 1re Constantinople
- 2e Constantinople
- 3e Constantinople
- 4e Constantinople
- Thessalonique
- Bosphore
- 5e Constantinople

La bataille de Demotika s'est déroulée en octobre 1352 entre l'armée ottomane dirigée par Orhan, les troupes de son allié Jean VI Cantacuzène d'une part, et d'autre part l'armée byzantine dirigée par Jean V Paléologue, appuyé par le Serbe Gradislav Borilović.

## Contexte
Dans la guerre civile byzantine qui a commencé en 1352, Jean V Paléologue a obtenu l'aide de la Serbie, tandis que Jean VI Cantacuzène a demandé l'aide d'Orhan, le bey ottoman. Cantacuzène a marché en Thrace pour sauver son fils, Mathieu, qui a été attaqué par Paléologue peu de temps après avoir reçu cet apanage et a ensuite refusé de reconnaître John Paléologue comme héritier du trône.

## Bataille
Les troupes ottomanes ont repris certaines villes qui s'étaient rendues à Jean V Paléologue et Cantacuzène a permis aux troupes de piller les villes, y compris Andrinople, ainsi il semblait que Cantacuzène battait Paléologue, retiré en Serbie. L'empereur Stefan Dušan a envoyé à Paléologue une force de cavalerie de 4 000 ou 6 000 sous le commandement de Gradislav Borilović tandis qu'Orhan a fourni à Cantacuzène 10 000 cavaliers. Les deux armées se sont rencontrées lors d'une bataille en plein champ près de Demotika (Didymoteicho moderne) en octobre 1352, qui déciderait du sort de l'Empire byzantin, sans l'implication directe des Byzantins. Les Ottomans les plus nombreux ont vaincu les Serbes et Cantacuzène a conservé le pouvoir, tandis que Paléologue a fui vers Tenedos vénitien. Selon Cantacuzène, environ 7 000 Serbes sont tombés à la bataille (jugé exagéré), tandis que Nicéphore Grégoras (1295–1360) a donné le nombre de 4 000. La bataille a été la première grande bataille des Ottomans sur le sol européen et elle a incité Stefan Dušan à réaliser la menace majeure des Ottomans en Europe de l'Est.

## Sources
- (sr) Vladimir Ćorović, Istorija srpskog naroda, Belgrade, Ars Libri, 2001, Internet éd. (1re éd. 1997) (lire en ligne)
- (sr) Željko Fajfrić, Sveta loza Stefana Nemanje, Belgrade, Janus; Rastko, 2000, Internet éd. (1re éd. 1998) (lire en ligne), chapter 40
- (en) John Van Antwerp Fine, The Late Medieval Balkans : A Critical Survey from the Late Twelfth Century to the Ottoman Conquest, Ann Arbor, University of Michigan Press, 1994, 683 p. (ISBN 978-0-472-08260-5, lire en ligne)
- Vizantološki institut, Vizantijski izvori za istoriju naroda Jugoslavije, vol. 6, Vizantološki institut (Srpska akademija nauka i umetnosti), 1986, 522, 553 (lire en ligne)